# Partido General Viamonte
General Viamonte ist ein Partido im Norden der Provinz Buenos Aires in Argentinien. Laut einer Schätzung von 2019 hat der Partido 18.709 Einwohner auf 2.150 km². Der Verwaltungssitz ist die Ortschaft Los Toldos. Der Partido wurde 1908 von der Provinzregierung geschaffen und ist nach General Juan José Viamonte benannt, der im argentinischen Unabhängigkeitskrieg kämpfte. Er diente später als Gouverneur von Buenos Aires. Der Partido wurde ursprünglich nach einer Siedlung benannt, die sich um einen Bahnhof der Eisenbahn namens Los Toldos gebildet hatte. Im Jahr 1910 wurde der Name des Partido von Los Toldos in General Viamonte geändert, obwohl die Stadt den Namen Los Toldos behalten hat.

## Orte
In General Viamonte gibt es 5 Ortschaften und Städte, sogenannte Localidades.
- Los Toldos (Verwaltungssitz)
- Baigorrita
- Zavalía
- San Emilio
- La Delfina